# 中山英二
中山 英二（なかやま えいじ、1948年11月21日 - ）は、日本のジャズ・ベーシスト。
北海道札幌市出身。埼玉県熊谷市在住。

## 概要
海外のトップアーティストであるエルヴィン・ジョーンズ、ドン・フリードマン、リチャード・デイヴィス、ローランド・ハナ、ピーター・マドセン等との豊富な共演歴を持つ。
また、ニューヨークの実力派ミュージシャンをメンバーに迎えて「中山英二ニューヨーク・カルテット」を結成し、6年に渡り不動のメンバーにて活動。
作曲家としても自身のアルバムや演奏だけでなく、CM曲、ボーカルなど他のアーティストのために数多くの楽曲を提供している。

## 来歴
17歳の時、友人が在籍していたバンドの練習を見学した際、促されて歌って好評を博したことから、ボーカルとしてそのバンドに加入。東京の大手音楽事務所からデビューの話もあったが話がまとまらず、単身戻った札幌で他のジャズ・バンドの活動に同行する。たまたま空いていたベースを任されたことが、ジャズの世界に入るきっかけとなった。
独学で腕を磨いた後、札幌交響楽団のコントラバス奏者に師事し、改めて基礎から学んだ。
1979年に上京し、1982年に今田勝（ピアノ）等をゲストに迎えたデビュー・アルバム『北の大地』を発表。
1982年12月から83年年にかけて、エルヴィン・ジョーンズ（ドラム）率いるリズムマシーンに参加し、1986年から1990年にかけてドン・フリードマン（ピアノ）と6回ののデュオ・ツアーを行う。フリードマンとのデュオ・アルバム『Conversation』『Far Away Land』『Sweet View』『Legend of the Lake（湖の伝説～レジェンド・オブ・ザ・レイク）』をリリース。
1990年、「中山英二ニューヨーク・カルテット」結成。ニューヨークの実力派、エリオット・ジグムンド（ドラム）、ディック・オーツ（アルト・サクソフォーン）、ピーター・マドセン（ピアノ）をメンバーに迎えてオリジナル作品を制作し、1991年から1997年にかけてツアーを行う。『ザ・デイズ・オブ・ドリーム』『ロマンティックブルー』『シンクロニシティー』と3作のリーダー作を発表。ライブ収録のビデオも同時発売している。また同年、リチャード・デイヴィス（ベース）とのベース・デュオ・ツアーを行い、さらにローランド・ハナ率いる「チャンバー・ジャズ・トリオ」にもゲストで招かれ参加。2002年まで7回のデュオ・ツアーを行い、ハナのリーダー作『Memoir』『Hush A Bye』のレコーディングに参加。
1998年7月、11作目にあたるアルバム『NANGO』発売。デビュー・アルバム『北の大地』以来16年ぶりの日本人ミュージシャンとの共同作品で、ゲストは大倉正之助（太鼓）。　
2000年11月、ローランド・ハナとのデュオで6回目の日本ツアーを行う。
2001年、「ジャズとクラシックの融合」と称し、ジャンルにこだわらない、クラシック・ヴァイオリンやクラシック・フルートとのデュオ活動、また「木と木の対話」と称し、日本の伝統楽器である琴や尺八との新たなセッションとアプローチに挑戦する。同年10月、日本人メンバーによる、カルテットでライブ収録したアルバム『オールド・カントリー』を発表。
2002年6月、ヴァイオリニスト・硲美穂子の初リーダー・アルバム『ハートストリングス』をプロディース。アレンジ、ベーシストとしても参加。10月、ローランド・ハナとの7回目のデュオ・ツアーを行うが、ハナの体調不良のため、3カ所のみの公演となる（同年11月13日、ハナは亡くなり、中山が最後の共演者となる）
2003年6月、ローランド・ハナの追悼の意を込めて、『メモリアルコンサート』ツアーを息子のマイケル・ハナを招いて行う。
2004年3月、ピーター・マドセンとのデュオ・アルバム『Eiji's Mood（エイジーズ・ムード）』を発表。2005年3月、マドセンとのデュオ・ツアー始動。8月、マドセンとのデュオ・アルバム『WHIRLING OF THE WIND（ワーリング・オブ・ザ・ウインド、邦題は「風の舞」』を発表。10月から11月にかけて、マドセンを再び招きアルバム発売ツアーを行う。2006年9月～10月、2007年9月にマドセンとレギュラー・ユニットとしてデュオ・ツアーを行う。
2022年2月、ローランド・ハナ、ドン・フリードマン、ピーター・マドセンとの共演作をフィーチャーしたコンピレーション・アルバム『EVER and EVER』をリリース。
2023年10月、筝奏者武田明美、フルート奏者北沢直子とグループネーミング「ENATONE」を結成し、3人の共作アルバム『濤』をリリース。

## 人物
- 料理が得意で、交流のあるミュージシャンを自宅に招いた際は創作料理を振舞っている。
- またスキューバーダイビングのライセンスを取得しており、ダイビング歴は約40年。
- 少年期はボクシング経験があり、当時は世界チャンピオンを目指していた。
- アルバムの制作だけでなく、今までに数多くのアルバム・プロデュースも行っている。

## ディスコグラフィ

### リーダー・アルバム
- 『北の大地』1982年）
- 『ザ・デイズ・オブ・ドリーム』1991年） ※中山英二ニューヨーク・カルテット名義
- 『ロマンティック　ブルー』1993年） ※中山英二ニューヨーク・カルテット名義
- 『シンクロニシティー』（1995年） ※中山英二ニューヨーク・カルテット名義
- 『NANGO』（1998年）
- 『いつか見た瞬間（とき）』（1999年）
- 『オールドカントリー』（2001年） ※ライブ盤
- 『Eiji's Mood（エイジーズ・ムード）』（2004年） ※with ピーター・マドセン、ライブ盤
- 『A Lasting Cry of My Soul（遥かなる想い）』（2008年）
- 『Aya's Samba（アヤのサンバ）』（2010年） ※デビュー前の1978年の音源の復刻盤
- 『My Present Song』（2010年） ※デビュー前の1978年の音源の復刻盤
- 『EGENETO』2011年）
- 『Beyond My All（私のすべてを超えて）』（2014年）
- 『How I Miss Youl』2017年）
- 『EVER and EVER』（2022年） ※コンピレーション

### デュオ・アルバム

#### ドン・フリードマン
- 『Conversation』（1986年）
- 『Far Away Land』（1987年）
- 『Sweet View』（1988年）
- 『Legend of the Lake（湖の伝説～レジェンド・オブ・ザ・レイク）』（1988年）

#### ローランド・ハナ
- 『Memoir』（1990年）
- 『Hush A Bye』（1997年）
- 『Last Consert』（2002年）※ハナの最後のコンサートツアーを収録したライブ盤。ハナと中山とのデュオの他、ハナと硲美穂子（violin）とのデュオ、ハナ・中山・硲のトリオ作品を収録

#### ピーター・マドセン
- 『WHIRLING OF THE WIND（風の舞い）』（2005年） ※with 山口友生 (g)

### トリオ・アルバム
- 『World Triangle』（2013年） ※with ピーター・マドセン(p) 、ギュンター・ヴェーヒンガー(fl)
- 『濤（とう）』（2023年） ※武田明美（筝）、北沢直子（fl）とのトリオ「ENATONE」名義

## プロデュース
- ドン・フリードマン『MEANT TO BE』
- リチャード・デイヴィス『Persia My Dear』
- ローランド・ハナ『Last Consert』
- 硲美穂子『ハートストリングス』
- 中島心『AGEHA』『Soul Woman』
- 加藤大智『First Connection』『On The Way of My Life』『Don' t Step Go Azhead』
- 関口聖岳『無想』
- 武田明美『深い海の色の』
- 渡邊仁『和仁伝』
- 三上志織『Our Ship』
- 山下一樹『The Other Me』